# Cyclura collei
Cyclura collei é uma espécie de réptil da família Iguanidae endêmica da Jamaica.

## Distribuição geográfica e habitat
Historicamente ocorria por toda a ilha da Jamaica, estando restrita as Colinas Hellshire, na paróquia de Saint Catherine.